# Алекс Недељковић
Алекс Недељковић (енгл. Alex Nedeljkovic; Парма, Охајо, 7. јануар 1996) амерички је професионални хокејаш српског порекла. Тренутно наступа за НХЛ екипу Питсбург пенгвинси. Игра на позицији голмана.

## Детињство и младост
Родио се у Парми, Охајо у српској породици која се у САД доселила из околине Љубовије. Одрастао је у Кливленду где је почео да игра хокеј у локалном клубу.
Јуниорску каријеру започео је 2012. године у екипи Плимут вејлерси која се такмичила у Онтарио хокејашкој лиги. У првој сезони освојио је награду за најбољег младог голмана са просечно 2,28 примљених голова по утакмици и учествовао је у ОХЛ ол-стару за новајлије.

## Кaријера
По завршетку сезоне 2014/15 у којој је наступао за Вејлерсе, Недељковић је 27. марта 2015. године потписао трогодишњи уговор са НХЛ лигашем Каролина харикенсима. Одмах је прослеђен екипи Флорида евербледс која наступа у ЕХЦЛ лиги, где је имао професионални деби одигравиши три утакмице завршне сезоне.
У првој професионалној сезони коју је одиграо од почетка, Недељковић је  30. децембра 2016. године, играјући за Флорида еверблејдсе, постао 12. ЕХЦЛ голман који је постигао гол. Већ 17. јануара 2017. године одиграо своју прву НХЛ утакмицу заменивши голмана Кем Ворда у утакмици против Коламбус блу џакетса.
Током сезоне 2017/18, 10. марта 2018. године наступајући за Шарлот чекерсе постао је 13. голман у историји АХЛ-а који је постигао гол.
Сезону 2018/19 Недељковић је започео са Чекерсима у Америчкој хокејашкој лиги, али је опозван у НХЛ 17. јануара 2019. године да би се придружио Каролина харикенсима Свој први НХЛ старт започео је 23. јануара 2019. године против Ванкувер канакса. У првој победи у НХЛ-у учествовао је са 24 одбране у 26 шутева.